# Bill Lange
William Henry „Bill“ Lange (* 12. Januar 1928 in Delphos, Ohio; † 5. April 1995 in Bellefontaine, Ohio) war ein US-amerikanischer American-Football-Spieler. Er spielte als Guard und Linebacker in der National Football League (NFL) bei den Los Angeles Rams, Baltimore Colts und den Chicago Cardinals.

## Spielerlaufbahn
Bill Lange besuchte in Lima die High School und studierte nach seinem Schulabschluss von 1947 bis 1949 an der University of Dayton. Für deren Footballmannschaft, den „Dayton Flyers“, lief er als Offensive Tackle auf. 1949 erfolgte die Wahl von Lange in die Staatsauswahl von Ohio.
Im Jahr 1950 wurde Bill Lange von den Los Angeles Rams in der 30. Runde an 389. Stelle gedraftet. Im folgenden Jahr schloss er sich der von Joe Stydahar trainierten Mannschaft an. Stydahar setzte ihn in der Defense als Linebacker und in der Offense als Guard zum Schutz der Quarterbacks Bob Waterfield und Norm Van Brocklin ein. In seinem Rookiejahr gewann seine Mannschaft in der regular Season acht von zwölf Spielen, was den Einzug in das NFL-Endspiel mit sich brachte. Gegner im Endspiel war der amtierende Meister – die von Paul Brown trainierten Cleveland Browns. Der Defense der Rams um Lange und Defensive End Andy Robustelli gelang es den gegnerischen Star-Runningback Marion Motley unter Kontrolle zu halten. Mit einem 24:17-Sieg gewannen die Rams die NFL-Meisterschaft. Im Jahr 1952 gewannen die Rams neun von zwölf Spielen. Mit diesem Ergebnis konnten sie in die Play-offs einziehen. Gegner im Play-off-Spiel waren die Detroit Lions. Obwohl die Defense der Rams den Quarterback der Lions Bobby Layne immer wieder zu Fehlern zwingen konnten – er warf insgesamt vier Interceptions, gewann das Team von Trainer Buddy Parker mit 31:21 gegen die Mannschaft aus Los Angeles.
Nach der Saison 1952 wurde Lange an die Baltimore Colts abgegeben. Das neugegründete Team blieb in seiner ersten Saison erfolglos. Nach einem Spieljahr in Baltimore wurde Lange im Austausch gegen einen anderen Spieler an die Chicago Cardinals weitergegeben. Nach der Spielzeit 1955 beendete Lange seine Spielerlaufbahn. Nach seiner Laufbahn arbeitete Bill Lange in einer Spedition.

## Ehrungen
Bill Lange wurde im Jahr 1953 zum All-Pro gewählt. 1976 erfolgte die Aufnahme in die University of Dayton Athletic Hall of Fame.